# Erzbistum Cumaná
Das Erzbistum Cumaná (lat.: Archidioecesis Cumanensis, span.: Archidiócesis de Cumaná) ist eine in Venezuela gelegene römisch-katholische Diözese mit Sitz in Cumaná. Es umfasst einen Teil des venezolanischen Bundesstaates Sucre.

## Geschichte
Papst Pius XI. gründete es am 12. Oktober 1922 mit der Bulle Ad munus aus Gebietsabtretungen des Bistums Ciudad Bolívar und wurde dem Erzbistum Caracas auch als Suffragandiözese unterstellt. Am 21. Juni 1958 wurde es Teil der Kirchenprovinz des Erzbistums Ciudad Bolívar.
Mit der Apostolischen Konstitution Necessitate adducti wurde es am 16. Mai 1992 in den Rang eines Metropolitanerzbistums erhoben.
Teile seines Territoriums verlor es zugunsten der Errichtung folgender Bistümer:
- 18. Juli 1969 an das Bistum Margarita;
- 4. April 2000 an das Bistum Carúpano.

## Ordinarien

### Bischöfe von Cumaná
- Sixto Sosa Díaz (16. Juni 1923 – 29. Mai 1943)
- Crisanto Darío Mata Cova (21. Oktober 1949 – 30. April 1966, dann Erzbischof von Ciudad Bolívar)
- Mariano José Parra León (30. November 1966 – 12. März 1987)
- Alfredo José Rodríguez Figueroa (12. März 1987 – 4. April 2000)

### Erzbischöfe von Cumaná
- Alfredo José Rodríguez Figueroa (4. April 2000 – 17. September 2001)
- Diego Padrón Sánchez (27. März 2002 – 24. Mai 2018)
- Jesús González de Zárate Salas (24. Mai 2018 – 28. Juni 2024, dann Erzbischof von Valencia en Venezuela)
- Ángel Francisco Caraballo Fermín (seit 6. März 2025)

## Statistik
| Jahr | Bevölkerung | Bevölkerung | Bevölkerung | Priester   | Priester           | Priester         | Priester               | Ständige Diakone | Ordensleute | Ordensleute | Pfarreien |
| Jahr | Katholiken  | Einwohner   | %           | Gesamtzahl | Diözesan- priester | Ordens- priester | Katholiken je Priester | Ständige Diakone | männlich    | weiblich    | Pfarreien |
| ---- | ----------- | ----------- | ----------- | ---------- | ------------------ | ---------------- | ---------------------- | ---------------- | ----------- | ----------- | --------- |
| 1949 | ?           | 380.000     | ?           | 29         | 15                 | 14               | ?                      |                  | 12          | 35          | 21        |
| 1966 | 525.000     | 535.900     | 98,0        | 53         | 38                 | 15               | 9.905                  |                  | 16          | 91          | 35        |
| 1970 | 475.447     | 484.447     | 98,1        | 48         | 27                 | 21               | 9.905                  |                  | 22          | 60          | 31        |
| 1976 | 500.782     | 510.607     | 98,1        | 46         | 26                 | 20               | 10.886                 |                  | 21          | 70          | 35        |
| 1980 | 569.600     | 583.000     | 97,7        | 51         | 35                 | 16               | 11.168                 |                  | 17          | 69          | 39        |
| 1990 | 646.000     | 694.000     | 93,1        | 46         | 34                 | 12               | 14.043                 |                  | 13          | 70          | 55        |
| 1999 | 781.276     | 822.396     | 95,0        | 55         | 37                 | 18               | 14.205                 |                  | 19          | 77          | 43        |
| 2000 | 306.500     | 319.208     | 96,0        | 36         | 28                 | 8                | 8.513                  |                  | 9           | 59          | 23        |
| 2001 | 480.000     | 505.864     | 94,9        | 35         | 24                 | 11               | 13.714                 |                  | 12          | 41          | 24        |
| 2003 | 540.000     | 600.012     | 90,0        | 35         | 25                 | 10               | 15.428                 |                  | 12          | 45          | 24        |
| 2004 | 612.055     | 680.075     | 90,0        | 33         | 23                 | 10               | 18.547                 |                  | 11          | 45          | 23        |
| 2006 | 489.000     | 515.000     | 95,0        | 28         | 19                 | 9                | 17.464                 |                  | 10          | 47          | 24        |